# Slavia (korporacja akademicka)
Slavia – korporacja akademicka założona we Lwowie 12 grudnia 1931. Datą jej starszeństwa związkowego jest 10 kwietnia 1932.
Aktu założenia Polskiej Korporacji Akademickiej „Slavia” dokonano 12 grudnia 1931 w mieszkaniu przy ul. Stryjskiej należącym do Stanisława Gerstmanna, który został jej pierwszym prezesem.
Kandydowała pod opieką Leopolii, była najmłodszym członkiem Lwowskiego Koła Międzykorporacyjnego. Skupiała studentów ze Lwowa, Przemyśla i Kresów Wschodnich. Jej czynna działalność zakończyła się w 1944, choć po wojnie jej członkowie spotykali się i kultywowali tradycje korporacji. Nosiła barwy jasnogranatowo-złoto-karmazynowe. Jej współzałożycielem i prezesem był Zbysław Popławski. Hymn korporacji napisał satyryk i poeta Stanisław Rogowski.
Staraniem korporacji Magna Polonia Vratislaviensis i przy współudziale ostatnich lwowskich filistrów została reaktywowana we Wrocławiu 25 kwietnia 2009. Dewizą reaktywacyjną korporacji są słowa: Semper fidelis (Zawsze wierny), będące oznaką przywiązania do polskiego dziedzictwa Lwowa. Od 2009 korporacja Slavia związana jest kartelem filisterskim z korporacją Magna Polonia Vratislaviensis.